# Woltman (Schiff)
Der 1904 gebaute Dampfschlepper Woltman ist eines der wenigen noch erhaltenen seegängigen Schiffe mit Dampfantrieb und einem kohlebefeuerten Kessel.

## Historie

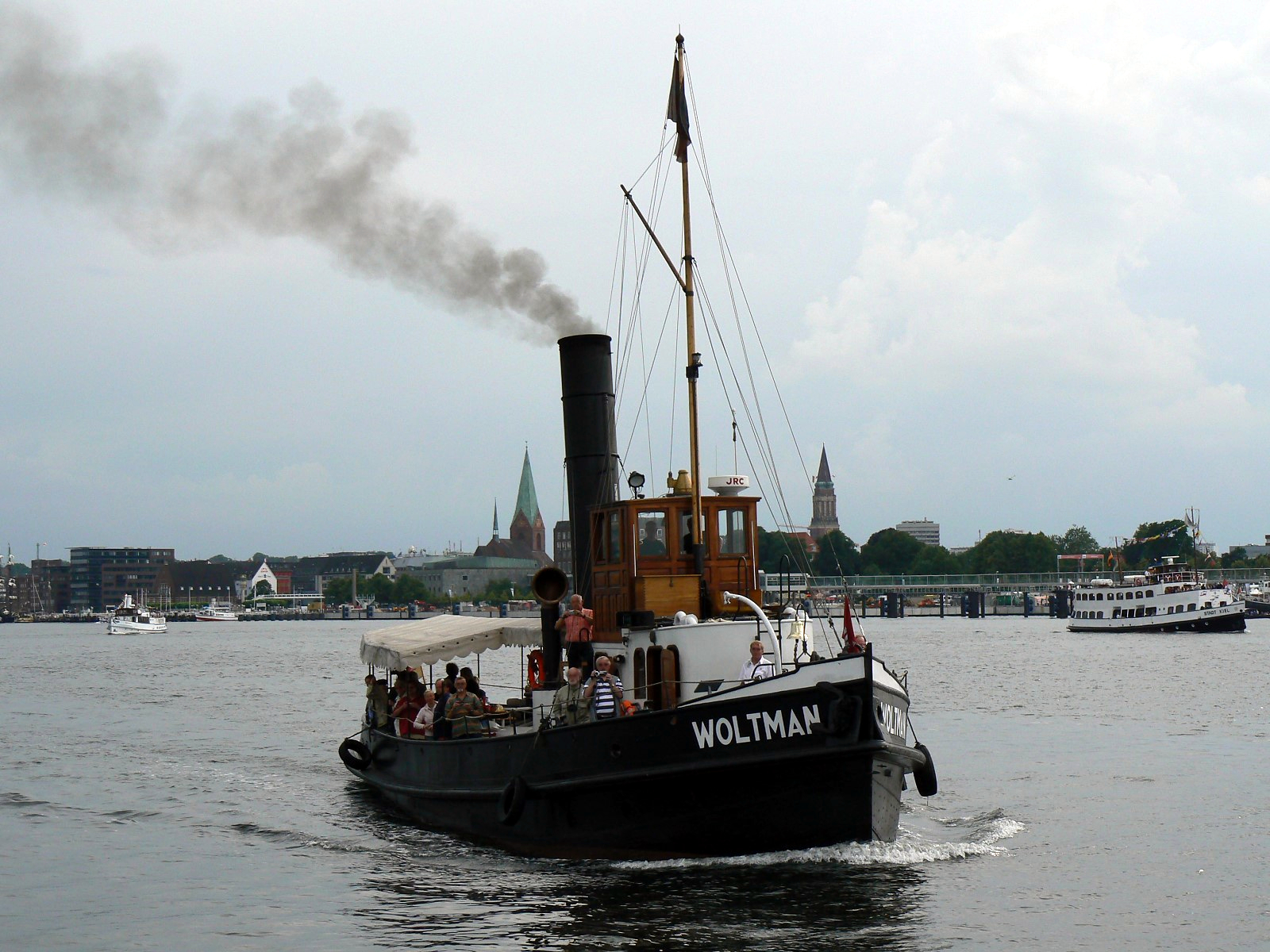
Dampfschlepper Woltman

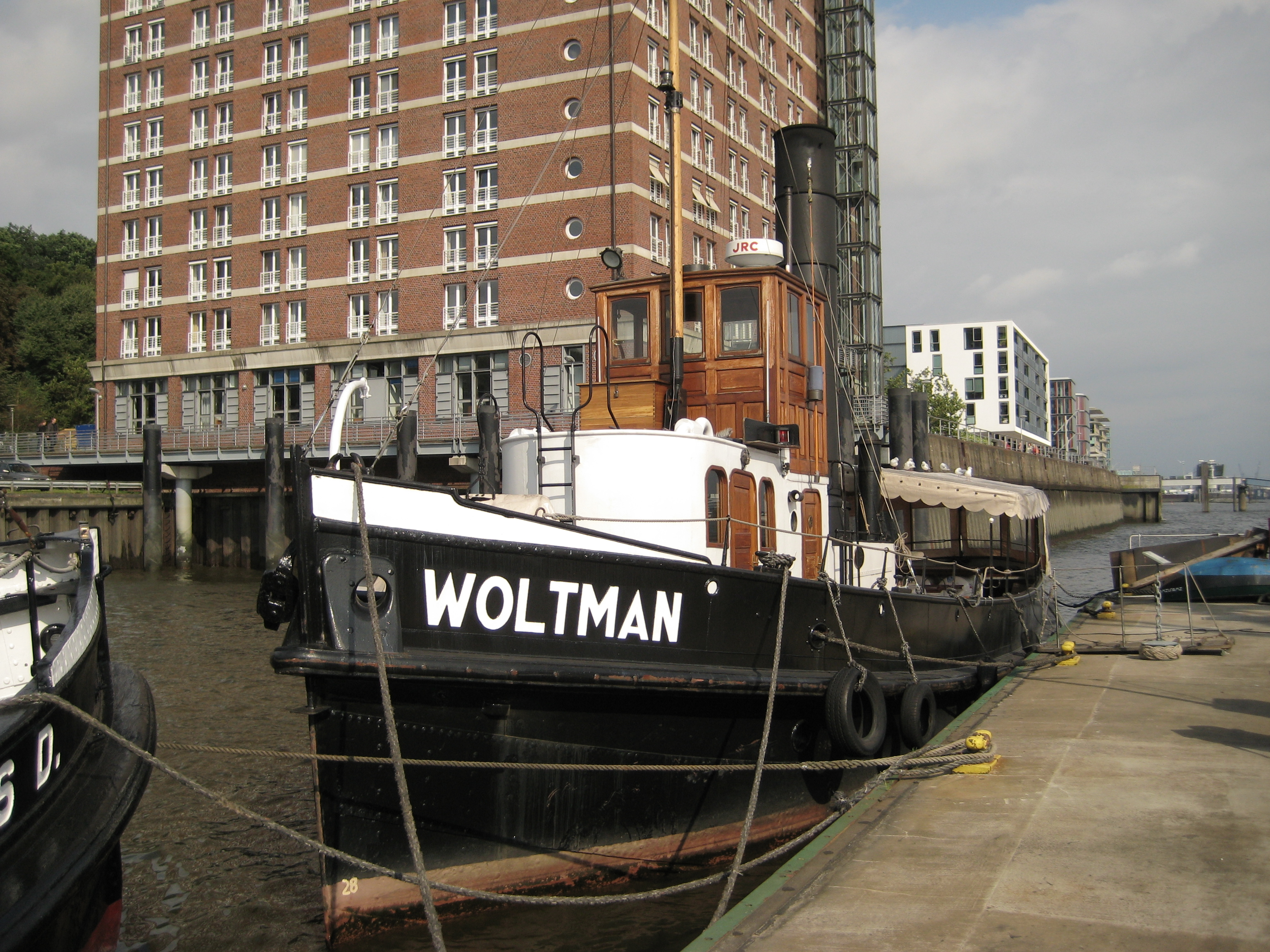
Liegeplatz Oevelgönne

Der Dampfschlepper Woltman ist ein typisches Arbeitsschiff des historischen Hamburger Hafens. Er wurde nach dem Hamburger Direktor der Strom- und Uferwerke Reinhard Woltman benannt. Woltman war 1814 bis 1836 für den Uferausbau der Niederelbe verantwortlich und war auch durch eine Erfindung berühmt geworden: Das von ihm 1790 beschriebene Prinzip der Messung von Strömungen mit Flügelrädern, sogenannten Hydrometische Flügeln, die nach ihm auch als Woltmanflügel bezeichnet werden, wurde seinerzeit zum Messen der Strömungsgeschwindigkeit eines Flusses eingesetzt. Der Schlepper wurde von der Werft der Gebrüder Sachsenberg in Roßlau a. d. Elbe im Auftrag der Schiffahrts- und Hafen-Deputation Hamburg als Ersatz für einen anderen Schlepper gleichen Namens gebaut. Er arbeitete mit dem Bagger XI an den Ufern von Unterelbe und Elbmündung und verholte die Baggerschuten.
Die Besatzung bestand aus Kapitän,  Maschinist, Bootsmann und zwei Heizern. Bis 1976 war der Dampfer beim Wasser- und Schifffahrtsamt Cuxhaven im Einsatz, dann wurde er wegen  der steigenden Kohlenpreise und der hohen Besatzungskosten aus Gründen der Wirtschaftlichkeit ausgemustert und in die Niederlande verkauft, wo er in kurzer Zeit mehrfach den Eigentümer wechselte. Im April 1984 kam das Schiff wieder nach Deutschland zurück.
Das Schiff wurde von Ende 1997 bis 2004 von Jugend in Arbeit Hamburg e. V. generalüberholt und erhielt unter anderem einen neuen Kessel.
Am Abend des 31. Mai 2005 verursachte der Dampfer im Museumshafen Hamburg-Övelgönne einen Großeinsatz der Feuerwehr. Grund war eine starke Rauch- bzw. Dampfentwicklung wegen eines herausgeplatzten Leckstopfens aus einer mit Dampf beaufschlagten Rohrleitung. Es war keine erneute Restaurierung vonnöten. Nach einfachen Reinigungsarbeiten im Maschinenraum konnte das Schiff seine nächsten Fahrten planmäßig weiter durchführen.

## Technische Daten
Das Schiff ist auf Balkenkiel mit stark gerundeter Kimm gebaut, die Spanten, Bodenwrangen, Deckbalken und Deck- und Seitenspringer sind genietet und teilweise verschweißt.
- Leistung: 240 PS bei 140/min, 268 PSi bei 147/min, Zylinderdurchmesser Hochdruck 310 mm, Niederdruck 600 mm
- Kolbenhub 420 mm, Zylinderfüllung 45–70 %

Durch vier Querschotte wird der Dampfer in fünf wasserdichte Abteilungen geteilt:
- Vorpiek mit Kettenkasten
- Vorkajüte mit Kapitäns- und Maschinenlogis, Messe, Pantry und Waschraum
- Kesselraum mit Seitenbunkern für maximal zwölf Tonnen Kohle und an den Heizerstand direkt anschließenden Maschinenraum
- Achterkajüte mit vier Schlafkojen für Bootsleute und Heizer
- Achterpiek mit Speisewasser-Vorratstank.